# Kadri Kõusaar

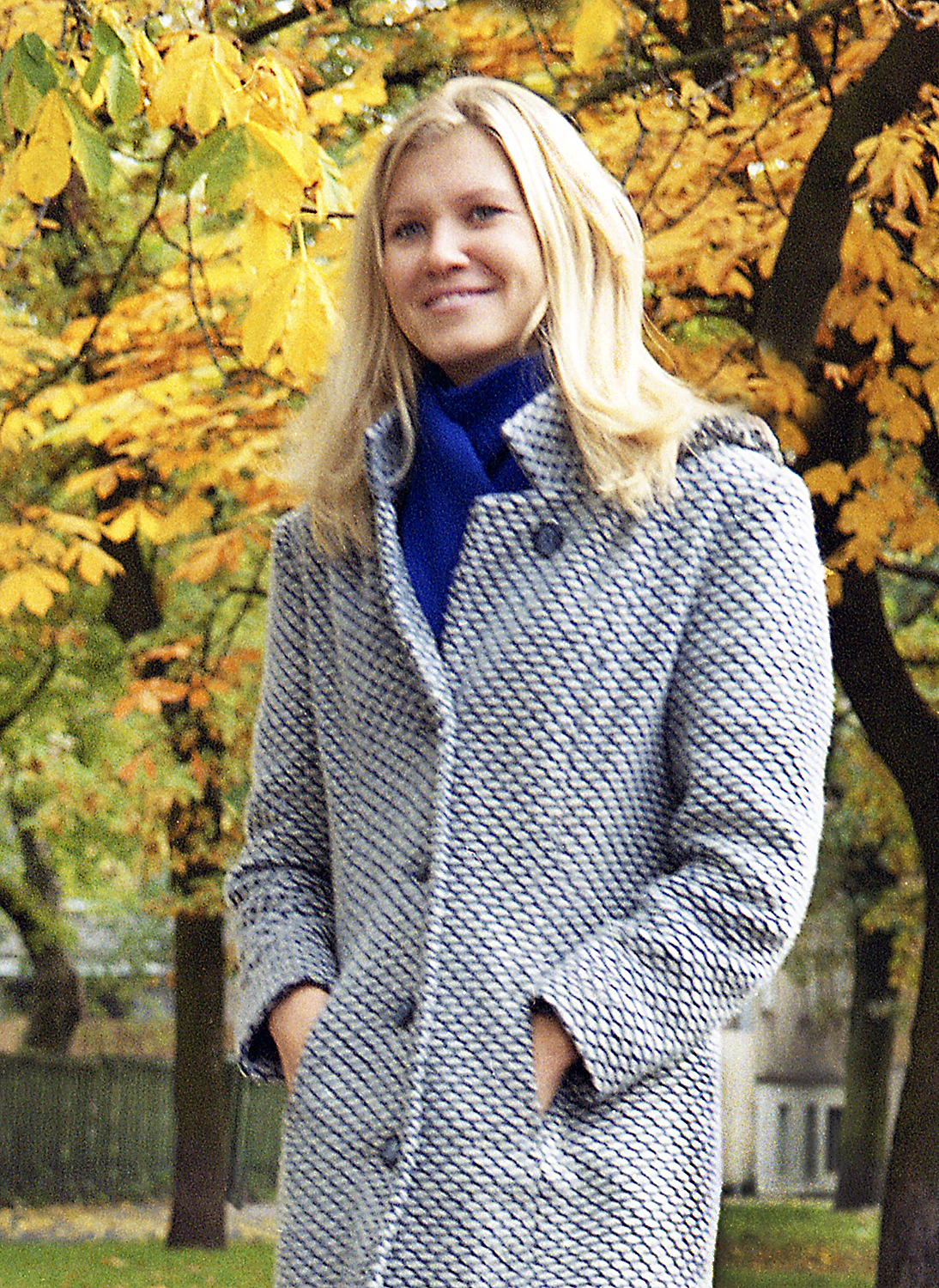
Kadri Kõusaar (2001)

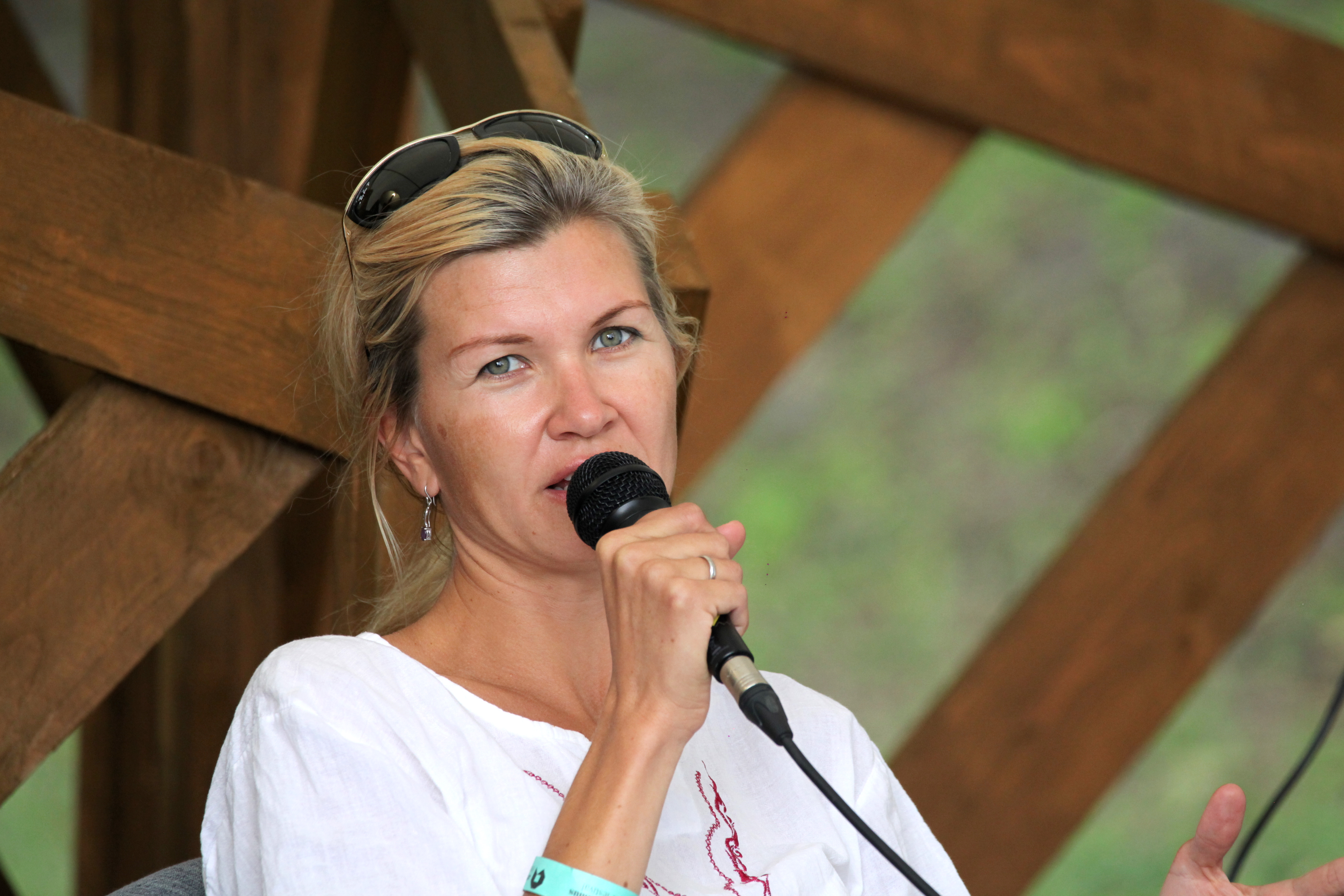
Kadri Kõusaar (2021)

Kadri Kõusaar (* 8. September 1980 in Pärnu) ist eine estnische Schriftstellerin, Filmregisseurin und Journalistin.

## Leben und Werk
Bereits seit ihrem 13. Lebensjahr zeichnete Kadri Kõusaar Comics für estnische Zeitungen. 1998 legte sie ihr Abitur am Tallinna Inglise Kolledž ab. 2003 schloss sie ihr Studium der Hispanistik an der Universität Tartu ab. Sie ist als Redakteurin für den Feuilleton der estnischen Wochenzeitung Eesti Ekspress beschäftigt. Daneben arbeitet sie als Journalistin im estnischen Radio und Fernsehen.
Bekannt wurde Kadri Kõusaar mit ihren beiden Romanen Ego (2001) und Vaba tõus (2004), die in Estland große Beachtung fanden.
2007 drehte sie den Spielfilm Magnus. Als erster estnischer Film wurde Magnus in das Hauptprogramm der Internationalen Filmfestspiele von Cannes aufgenommen. Er schildert die Entwicklung eines vernachlässigten, sensiblen Jungen, der im Erwachsenenalter den Tod sucht und von seinem Vater ins Leben zurückgeholt werden will. Das Landgericht Harju verbot allerdings die Aufführung und Verbreitung des Films in Estland wegen Verletzung des Persönlichkeitsrechts. Das Verbot wurde am 23. März 2009 vom Bezirksgericht Tallinn aufgehoben.